# Кристиан фон Хоенлое-Бартенщайн и Глайхен
Кристиан фон Хоенлое-Валденбург-Бартенщайн (на немски: Christian von Hohenlohe-Waldenburg-Bartenstein; * 31 август 1627 в Шилингсфюрст, Бавария; † 13 юни 1675 в Ноймаркт в Горен Пфалц) е граф на Хоенлое-Валденбург-Бартенщайн и Глайхен, дворцов служител и политик.
Той е петият син на граф Георг Фридрих II фон Хоенлое-Шилингсфюрст (1595 – 1635), граф на Хоенлое-Валденбург в Шилингсфюрст и Глайхен, и съпругата му Доротея София фон Золмс-Хоензолмс (1595 – 1660), дъщеря на граф Херман Адолф фон Золмс-Хоензолмс (1545 -1613) и съпругата му графиня Анна София фон Мансфелд-Хинтерорт (1562 – 1601).
Брат е на Мориц Фридрих фон Хоенлое-Бартенщайн (1621 – 1646), Георг Адолф фон Хоенлое-Бартенщайн (1623 – 1656), Вилхелм Хайнрих фон Хоенлое-Бартенщайн-Вартенбург (1624 – 1656), Крафт фон Хоенлое-Бартенщайн (1626 – 1644), Йоахим Албрехт фон Хоенлое-Бартенщайн (1628 – 1656), граф Ернст Ото фон Хоенлое-Бартенщайн (1631 – 1664), Лудвиг Аксел фон Хоенлое-Бартенщайн (1633 – 1633), и на Лудвиг Густав (1634 – 1697), граф на Хоенлое-Валденбург-Шилингсфюрст.
Когато през 1635 г. баща му умира, майката на Кристиан започва управлява заедно със синовете си фамилните владения до нейната смърт през 1660 г. След това братята не разделят страната.
Още на младини Кристиан започва военна служба във Франция при маршал Анри дьо Тюрен. На 19 декември 1647 г. пфалцграф Лудвиг Филип фон Зимерн го приема в литературното общество Fruchtbringende Gesellschaft в Кайзерслаутерн. На 16 октомври 1667 г. граф Кристиан фон Хоенлое-Валденбург-Бартенщайн официално става католик. След два дена императорът го прави имперски рицар и камерхер. През 1672 г. той става камерхер при баварския курфюрст, и щатхалтер на Ноймаркт в Горен Пфалц.
Кристиан умира на 13 юни 1675 г., на 48 години в Ноймаркт, Горен Пфалц, Бавария, и е погребан в Шилингфюрст.

## Фамилия
Кристиан фон Хоенлое-Валденбург-Бартенщайн се сгодява на 10 февруари 1658 г. и се жени на 18 февруари 1658 г. в Халтенбергщетен, Щутгарт, за графиня Луция фон Хатцфелд и Глайхен (* ок. 1634/1635; † 30 май 1716), дъщеря на граф Херман фон Хатцфелд и Глайхен (1603 – 1673), господар на Вилденбург, Корторф, Халтенберг, Щетен-Розенберг, и съпругата му Мария Катарина Кемерер фон Вормс († 1676). Те имат децата:
- София (1659 – 1670)
- Доротея (1661 – 1666)
- Кристина Луция (1663 – 1713), омъжена на 1 септември 1688 г. за граф Антон Евзебиус фон Кьонигсег-Аулендорф (1639 – 1692) (четвъртата му съпруга)
- Шарлота Албертина (1664 – 1671)
- Ернестина Елеонора (1666 – 1683)
- Филип Карл Каспар (1668 – 1729), граф на Хоенлое-Бартенщайн, женен I. на 17 май 1695 г. в Хьохст за графиня София Мария Анна фон Хоенлое-Валденбург-Шилингсфюрст (1673 – 1698), II. на 12 юни 1700 г. в Алтенберг за ландграфиня София Леополдина фон Хесен-Рейнфелс-Ротенбург (1681 – 1724)
- Мария Терезия (1670 – 1743)
- Йохан Фердинанд (* 1672), умира млад
- Мария Анна Хенриета Аделхайд (1673 – 1722)